# Pseudopolymorphina
Pseudopolymorphina es un género de foraminífero bentónico de la subfamilia Polymorphininae, de la familia Polymorphinidae, de la superfamilia Polymorphinoidea, del suborden Lagenina y del orden Lagenida. Su especie-tipo es Pseudopolymorphina hanzawai. Su rango cronoestratigráfico abarca desde el Oligoceno hasta la Actualidad.

## Discusión
Clasificaciones previas incluían Pseudopolymorphina en la superfamilia Nodosarioidea.

## Clasificación
Se han descrito numerosas especies de Pseudopolymorphina. Entre las especies más interesantes o más conocidas destacan:
- Pseudopolymorphina allani
- Pseudopolymorphina cuyleri
- Pseudopolymorphina hanzawai
- Pseudopolymorphina parri

Un listado completo de las especies descritas en el género Pseudopolymorphina puede verse en el siguiente anexo.